# Pamela Melroyová
Pamela Anne Melroyová (* 17. září 1961 Palo Alto, Kalifornie, Spojené státy americké) – důstojnice United States Air Force a astronautka NASA. Jako pilot raketoplánu se zúčastnila misí STS-92 a STS-112, při misi STS-120 byla velitelkou letu.

## Vzdělání, vojenská kariéra
Melroyová získala v roce 1983 titul bakaláře fyziky a astronomie na Wellesley College. V roce 1984 pak ukončila magisterské studium v oboru Země a planetární vědy na Massachusettském technologickém institutu. 18. května 2008 získala čestný titul (honorary degree) na Iona College v New Rochelle, New York.
Nastoupila do armády, stala se pilotkou. V průběhu Války v Zálivu v roce 1991 se zúčastňovala bojových letů. Působila na Edwardsově letecké základně jako testovací pilotka. Z armády odešla v roce 2007.

## Lety do vesmíru
Melroyová byla v roce 1994 vybrána jako kandidátka na astronautku a prodělala výcvik pro pilotování raketoplánu. Pilotovala raketoplán při dvou misích, obě mise byly návštěvami Mezinárodní vesmírné stanice: STS-92 v roce 2000 a STS-112 v roce 2002. 19. června 2006 NASA oznámila, že Melroyová bude velet raketoplánu při misi STS-120. Stala se tak druhou ženou, která velela raketoplánu (po Eileen Collinsové). Posádka mise STS-120 navštívila stanici v době, kdy zde pracovala Expedice 16, které velela Peggy Whitsonová. Na palubě ISS byly tedy současně dvě ženy – velitelky.
- STS-92, Discovery (11. října 2000 – 24. října 2000)
- STS-112, Atlantis (7. října 2002 – 18. října 2002)
- STS-120, Discovery (23. října 2007 – 7. listopadu 2007)